# Heiligenkreuz im Lafnitztal
Heiligenkreuz im Lafnitztal is een gemeente in de Oostenrijkse deelstaat Burgenland, gelegen in het district Jennersdorf (JE). De gemeente heeft ongeveer 1200 inwoners.

## Geografie
Heiligenkreuz im Lafnitztal heeft een oppervlakte van 23,8 km². Het ligt in het uiterste zuidoosten van het land.
Kadastrale gemeenten zijn Heiligenkreuz im Lafnitztal en Poppendorf im Burgenland.
Deutsch Kaltenbrunn · Eltendorf · Heiligenkreuz im Lafnitztal · Jennersdorf · Königsdorf · Minihof-Liebau · Mogersdorf · Mühlgraben · Neuhaus am Klausenbach · Rudersdorf · Sankt Martin an der Raab · Weichselbaum
- MusicBrainz: a84c60e3-0f48-4f9a-8b41-4348d4f39633
- Nationale Bibliotheek van Israël: 987012473467705171